# آن ميشيل
آن ميشيل (بالإنجليزية: Ann Michelle)‏ هي ممثلة بريطانية، ولدت في 11 أغسطس 1952 في المملكة المتحدة.

## وصلات خارجية
- آن ميشيل على موقع IMDb (الإنجليزية)
- آن ميشيل على موقع ميوزك برينز (الإنجليزية)
- آن ميشيل على موقع قاعدة بيانات الفيلم (الإنجليزية)